# Druivenkoers 1982
La Druivenkoers 1982, ventiduesima edizione della corsa, si svolse il 26 agosto 1982 su un percorso di 181 km, con partenza e arrivo a Overijse. Fu vinta dal belga Guido Van Calster della Del Tongo-Colnago davanti allo statunitense Jonathan Boyer e all'italiano Walter Dalgal.

## Ordine d'arrivo (Top 10)
| Pos. | Corridore         | Squadra                     | Tempo    |
| ---- | ----------------- | --------------------------- | -------- |
| 1    | Guido Van Calster | Del Tongo-Colnago           | 4h35'00" |
| 2    | Jonathan Boyer    | Sem-France-Loire-Campagnolo |          |
| 3    | Walter Dalgal     | Splendor-Wickes             |          |